# Шалькенбах
Шалькенбах (нем. Schalkenbach) — община в Германии, в земле Рейнланд-Пфальц. 
Входит в состав района Арвайлер. Подчиняется управлению Брольталь.  Население составляет 849 человек (на 31 декабря 2010 года). Занимает площадь 10,28 км².
Коммуна подразделяется на 3 сельских округа.